# 長谷妙子
長谷 妙子（はせ たえこ、1941年7月31日 - ）は、日本の女優。加川事務所所属。神奈川県出身。
夫は俳優・声優のはせさん治、長男は声優・俳優の長谷有洋。

## 出演作品

### 映画
- 下妻物語（2004年）
- 時をかける少女（2006年、アニメ映画）
- パーク アンド ラブホテル（2007年） - おばあさんA 役
- 不灯港（2009年）
- のんちゃんのり弁（2009年）

### テレビドラマ
- 市原悦子の七つの顔の女（1989年）
- 火曜サスペンス劇場
  - 美談の行方（1990年）
  - 女検事 霞夕子 第8作（1991年）
  - 名無しの探偵 第9作（1993年）
  - 刑事・鬼貫八郎 第2作（1993年）
  - 街の医者 神山治郎 第2作（2001年）
- あぶない女たち（1990年）
- ファーストレディ -さらば愛しき昭和- 愛と権力への階段（1990年）
- さすらい刑事旅情編III（1990年）
- 芥川龍之介の母（1990年）
- ペテン師軍団10億円パーフェクトゲーム!（1991年）
- 拝啓オグリキャップ様（1991年）
- 裏刑事-URADEKA- 第7話（1992年）
- 悪いオンナ「ルーズソックス刑事」 第1話（2000年）
- はるちゃん4（2000年）
- 永遠の仔 第10話（2000年）
- 腕まくり看護婦物語 第10作（2000年）
- 土曜ワイド劇場 警視庁女性捜査班 第2作（2000年）
- 百獣戦隊ガオレンジャー 第8話（2001年） - 主婦 役
- ウソコイ 第4話（2001年）
- 神崎京子の巫女日記奮闘編（2002年）
- 弁護士猪狩文助 第5作（2003年）
- ハンチョウ〜神南署安積班〜 第14話（2009年）
- 任侠ヘルパー 第10話（2009年）
- 水戸黄門 第43部 第4話（2011年） - ひさ 役
- 花嫁のれん 第2シリーズ（2011年） - 吉川 役
- 港古志郎警視 Season2 第7話（2012年）
- やすらぎの刻〜道 （2019年）

### テレビ番組
- 奇跡の生還! 九死に一生スペシャル

### オリジナルビデオ
- 稲川淳二の恐怖物語4（1999年）
- ザ・代紋（2001年）

### 舞台
- 今どきメルヘン物語
- 金糸雀（カナリヤ）に習うて
- キラキラ森は夢の中
- 父・砧に浸る
- 露の響
- 世にもおかしな譚
- 『P.S.I LOVE YOU』〜ロックと納豆とバカ親子〜【茨城編】（2011年） - 葉桜信子 役

### CM
- パチンコ平和